# سیارک ۹۸۷۰
سیارک ۹۸۷۰ (به انگلیسی: 9870 Maehata، نامگذاری:1992DA) نه هزار و هشتصد و هفتادمین سیارک کشف شده‌است که در ۲۴ فوریه ۱۹۹۲ کشف شد.